# سلالة كاكاتيا
سلالة كاكاتيا كانت سلالة حاكمة في مملكة جنوب الهند التي كانت عاصمتها مدينة أورغالو التي تُعرف حاليًا بورنجل. هُزمت تلك المملكة في النهاية على يد سلطنة دلهي.
أدى سقوط مملكة كاكاتيا إلى حالة ارتباك وفوضى عمت أرجاء المملكة لبعض الوقت حتى استطاع موسونوري ناياكس أن يعيد الاستقرار لتلك المنطقة.

## الأصل
تزعم سلالة كاكاتيا أن نسبها يمتد إلى الزعيم أو الحاكم الأسطوري الذي يُدعى دورجايا. تزعم عدة سلالات حاكمة أخرى في أندرا براديش أن نسبها يمتد إلى دورجايا. ومع ذلك لا يعلم أحد شيء آخر عن تلك الشخصية الأسطورية.
لا تذكر معظم سجلات كاكاتيا طبقة عائلة كاكاتيا الاجتماعية، أما السجلات الأخرى التي تذكر شيئًا عن مكانتهم الاجتماعية فأغلبها يزعمون بكل فخر أن تلك العائلة تنتمي لطبقة شودرا. ومن ضمن الأمثلة على ذلك نقوش الجنرال ماليالا غوندا التي عُثر عليها ضمن آثار فادامانو وبوثبور. حافظت عائلة كاكاتيا كذلك على العلاقات الزواجية بينها وبين العائلات الأخرى من طبقة شودرا مثل عائلتي كوتا وناتافادي. كل تلك الأدلة تشير إلى أن عائلة كاكاتيا كانت تنتمي لطبقة شودرا.
تشير بعض النقوش على العملات النحاسية الأثرية إلى أن عائلة كاكاتيا تنتمي لطبقة كشاتريا (طبقة المحاربين). توثق تلك العملات المنح المُقدمة للكهنة البراهمة، ويبدو أنها مستوحاة من سلالات تشولا الإمبريالية. فمثلًا، تروي نقوش غاناباتي في موقع موتوبالي الأثري حكايات ملوك سلالة إكشفاكو مثل راما جنبًا إلى جنب مع أحفاد الحاكم دورجايا، مؤسس سلالة كاكاتيا.

## الزعماء الإقطاعيون الأوائل
يصعب الجزم بفترات حكم زعماء سلالة كاكاتيا الأوائل. أول زعيم معروف ينتمي لسلالة كاكاتيا هو فينا الذي يُقال عنه أنه وُلد لعائلة دورجايا. ذكرت النقوش المحفورة في الصهاريج التي عُثر عليها في موقع بايارام الأثري أن خلفاء فينا هم: غوندا الأول، وغوندا الثاني، وغوندا الثالث؛ وقارنت بينهم وبين زعماء راما الثلاثة (باراشوراما، وراما، وبالاراما). وتبع غوندا الثالث الزعيم إيرا الذي حكم مملكة كورافادي وعدة مناطق أخرى. تقول النقوش أن خليفة إيرا، غوندا الرابع أو بيندي غوندا (955–995 قبل الميلاد)، قطع رؤوس جميع أعداءه. ذُكر غوندا الرابع أيضًا في نقوش حاكم تشالوكيا الشرقية، دانارنافا، في عام 956 قبل الميلاد.
اتخذ حكام كاكاتيا الأوائل لقب «ريدي» (المُشتق من كلمة «ريدو»، التي تعني ملكًا في اللغة التيلوغوية). ولكن بعدما أصبح حكام كاكاتيا ملوكًا أضحى الناس ينادونهم بـ«ديفا» (أي سيد أو إله)، أو «ديفي» (أي سيدة أو إلهة).

### علاقتهم بسلالة راشتراكوتا
تشير الأدلة إلى أن أفراد كاكاتيا الأوائل كانوا قادة عسكريين لدى عائلة راشتراكوتا الحاكمة، وذلك طبقًا لنقوش الأمير دانارنافا التي تعود إلى عام 956 قبل الميلاد. تشير تلك النقوش إلى أن الملك كريشنا الثالث من سلالة راشتراكوتا شن حربًا على ملك تشالوكيا الشرقية، أما الثاني، ما اضطره إلى الفرار هاربًا من مملكته، وبعدها حكم دانارنافا المملكة باعتباره حاكمًا تابعًا لعائلة راشتراكوتا. ذكرت النقوش منحة الأمير دانارنافا التي قدمها إلى كاهن برهمي يُدعى دومانا، وذلك بناءً على طلب كاكاتيا غونديانا. أدى دومانا طقسًا دينيًا يُدعى كارباتي-فراتا لغونديانا، وكافأه الملك بمنحه حق امتلاك القرية. ذكرت تلك النقوش أن خلفاء غونديانا هم غونديا-راشتراكوتا وإيريا-راشتراكوتا. تشير تلك الأدلة إلى أن غونديانا كان قائدًا عسكريًا في خدمة عائلة راشتراكوتا، ولم يكن تابعًا لحاكم تشالوكيا الشرقية كما افترض بعض المؤرخين القدماء.